# Tour de Corse 2019
Il Tour de Corse 2019, ufficialmente denominato 62ème CORSICA Linea Tour de Corse, è stata la quarta prova del campionato del mondo rally 2019 nonché la sessantunesima edizione del Tour de Corse e la quarantesima con valenza mondiale. La manifestazione si è svolta dal 29 al 31 marzo sui tortuosi asfalti della Corsica e il parco assistenza per i concorrenti venne allestito nell'Aeroporto di Bastia Poretta, a Bastia.
L'evento è stato vinto dal belga Thierry Neuville, navigato dal connazionale Nicolas Gilsoul, al volante di una Hyundai i20 Coupe WRC della scuderia Hyundai Shell Mobis WRT, davanti alla coppia francese formata da Sébastien Ogier e Julien Ingrassia, su Citroën C3 WRC della squadra Citroën Total WRT, e a quella britannica composta da Elfyn Evans e Scott Martin, su Ford Fiesta WRC del team M-Sport Ford WRT.
I polacchi Łukasz Pieniążek e Kamil Heller, su Ford Fiesta R5 della squadra M-Sport Ford WRT, hanno invece conquistato la vittoria nella categoria WRC-2 Pro, mentre gli italiani Fabio Andolfi e Simone Scattolin hanno vinto la classe WRC-2 alla guida di una Škoda Fabia R5. In Corsica si disputava anche seconda tappa del campionato Junior WRC, che ha visto vincere l'equipaggio composto dal tedesco Julius Tannert e dall'austriaco Jürgen Heigl, su Ford Fiesta R2 del team ADAC Sachsen.

## Risultati

### Classifica
| Pos.       | Nº       | Pilota               | Co-pilota           | Auto                   | Squadra                 | Classe          | Tempo     | Distacco | Punti    |
| Generale   | Generale | Generale             | Generale            | Generale               | Generale                | Generale        | Generale  | Generale | Generale |
| ---------- | -------- | -------------------- | ------------------- | ---------------------- | ----------------------- | --------------- | --------- | -------- | -------- |
| 1.         | 11       | Thierry Neuville     | Nicolas Gilsoul     | Hyundai i20 Coupe WRC  | Hyundai Shell Mobis WRT | WRC             | 3h22'59"0 |          | 27       |
| 2.         | 1        | Sébastien Ogier      | Julien Ingrassia    | Citroën C3 WRC         | Citroën Total WRT       | WRC             | 3h23'39"3 | +40"3    | 19       |
| 3.         | 33       | Elfyn Evans          | Scott Martin        | Ford Fiesta WRC        | M-Sport Ford WRT        | WRC             | 3h24'05"6 | +1'06"6  | 15       |
| 4.         | 6        | Dani Sordo           | Carlos del Barrio   | Hyundai i20 Coupe WRC  | Hyundai Shell Mobis WRT | WRC             | 3h24'17"4 | +1'18"4  | 12       |
| 5.         | 3        | Teemu Suninen        | Marko Salminen      | Ford Fiesta WRC        | M-Sport Ford WRT        | WRC             | 3h24'23"6 | +1'24"6  | 13       |
| 6.         | 8        | Ott Tänak            | Martin Järveoja     | Toyota Yaris WRC       | Toyota Gazoo Racing WRT | WRC             | 3h24'39"0 | +1'40"0  | 12       |
| 7.         | 4        | Esapekka Lappi       | Janne Ferm          | Citroën C3 WRC         | Citroën Total WRT       | WRC             | 3h25'08"1 | +2'09"1  | 6        |
| 8.         | 19       | Sébastien Loeb       | Daniel Elena        | Hyundai i20 Coupe WRC  | Hyundai Shell Mobis WRT | WRC             | 3h26'38"2 | +3'39"2  | 4        |
| 9.         | 5        | Kris Meeke           | Sebastian Marshall  | Toyota Yaris WRC       | Toyota Gazoo Racing WRT | WRC             | 3h28'05"3 | +5'06"3  | 7        |
| 10.        | 10       | Jari-Matti Latvala   | Miikka Anttila      | Toyota Yaris WRC       | Toyota Gazoo Racing WRT | WRC             | 3h29'43"6 | +6'44"6  | 1        |
| WRC-2 Pro  |          |                      |                     |                        |                         |                 |           |          |          |
| 1. (24.)   | 22       | Łukasz Pieniążek     | Kamil Heller        | Ford Fiesta R5         | M-Sport Ford WRT        | RC2 / WRC-2 Pro | 3h52'19"7 |          | 25       |
| WRC-2      |          |                      |                     |                        |                         |                 |           |          |          |
| 1. (11.)   | 38       | Fabio Andolfi        | Simone Scattolin    | Škoda Fabia R5         | -                       | RC2 / WRC-2     | 3h34'28"6 |          | 25       |
| 2. (12.)   | 28       | Nikolaj Grjazin      | Jaroslav Fëdorov    | Škoda Fabia R5         | -                       | RC2 / WRC-2     | 3h34'32"5 | +3"9     | 18       |
| 3. (13.)   | 35       | Kajetan Kajetanowicz | Maciej Szczepaniak  | Volkswagen Polo GTI R5 | -                       | RC2 / WRC-2     | 3h37'21"9 | +2'53"3  | 15       |
| 4. (14.)   | 31       | Takamoto Katsuta     | Daniel Barritt      | Ford Fiesta R5         | -                       | RC2 / WRC-2     | 3h38'20"5 | +3'51"9  | 12       |
| 5. (15.)   | 26       | Rhys Yates           | James Morgan        | Škoda Fabia R5         | -                       | RC2 / WRC-2     | 3h38'27"1 | +3'58"5  | 10       |
| 6. (17.)   | 39       | Sébastien Bedoret    | Thomas Walbrecq     | Škoda Fabia R5         | -                       | RC2 / WRC-2     | 3h43'31"5 | +9'02"9  | 8        |
| 7. (19.)   | 29       | Guillaume de Mevius  | Martijn Wydaeghe    | Citroën C3 R5          | -                       | RC2 / WRC-2     | 3h51'44"8 | +17'16"2 | 6        |
| 8. (21.)   | 30       | "Pedro"              | Emanuele Baldaccini | Ford Fiesta R5         | -                       | RC2 / WRC-2     | 3h52'11"6 | +17'43"0 | 4        |
| 9. (30.)   | 25       | Adrien Fourmaux      | Renaud Jamoul       | Ford Fiesta R5         | -                       | RC2 / WRC-2     | 3h58'19"2 | +23'50"6 | 2        |
| 10. (44.)  | 34       | Pierre-Louis Loubet  | Vincent Landais     | Citroën C3 R5          | -                       | RC2 / WRC-2     | 4h05'12"5 | +30'43"9 | 1        |
| Junior WRC |          |                      |                     |                        |                         |                 |           |          |          |
| 1. (20.)   | 81       | Julius Tannert       | Jürgen Heigl        | Ford Fiesta R2T        | ADAC Sachsen            | RC4 / JWRC      | 3h52'10"0 |          | 28       |
| 2. (22.)   | 71       | Tom Kristensson      | Henrik Appelskog    | Ford Fiesta R2T        | -                       | RC4 / JWRC      | 3h52'11"9 | +1"9     | 21       |
| 3. (25.)   | 74       | Dennis Rådström      | Johan Johansson     | Ford Fiesta R2T        | -                       | RC4 / JWRC      | 3h52'35"8 | +25"8    | 16       |
| 4. (27.)   | 73       | Jan Solans           | Mauro Barreiro      | Ford Fiesta R2T        | Rally Team Spain        | RC4 / JWRC      | 3h56'58"8 | +4'48"8  | 18       |
| 5. (31.)   | 75       | Tom Williams         | Phil Hall           | Ford Fiesta R2T        | -                       | RC4 / JWRC      | 3h58'46"7 | +6'36"7  | 10       |
| 6. (33.)   | 72       | Roland Poom          | Ken Järveoja        | Ford Fiesta R2T        | -                       | RC4 / JWRC      | 3h59'45"3 | +7'53"3  | 8        |
| 7. (34.)   | 83       | Raul Badiu           | Gabriel Lazăr       | Ford Fiesta R2T        | -                       | RC4 / JWRC      | 4h00'10"3 | +8'00"3  | 6        |
| 8. (36.)   | 78       | Enrico Oldrati       | Elia De Guio        | Ford Fiesta R2T        | -                       | RC4 / JWRC      | 4h00'40"5 | +8'30"5  | 4        |
| 9. (38.)   | 82       | Nico Knacker         | Michael Wenzel      | Ford Fiesta R2T        | ADAC Weser-Ems          | RC4 / JWRC      | 4h01'46"9 | +9'36"9  | 2        |
| 10. (41.)  | 80       | Fabrizio Zaldivar    | Fernando Mussano    | Ford Fiesta R2T        | -                       | RC4 / JWRC      | 4h03'52"8 | +11'42"8 | 1        |

| Principali ritiri | Principali ritiri | Principali ritiri | Principali ritiri | Principali ritiri | Principali ritiri | Principali ritiri | Principali ritiri  | Principali ritiri |
| PS                | Nº                | Pilota            | Copilota          | Auto              | Squadra           | Classe            | Causa              | Pos.              |
| ----------------- | ----------------- | ----------------- | ----------------- | ----------------- | ----------------- | ----------------- | ------------------ | ----------------- |
| PS 9              | 26                | Kalle Rovanperä   | Jonne Halttunen   | Škoda Fabia R5    | Škoda Motorsport  | RC2 / WRC-2 Pro   | Danno da incidente | 8º                |

Legenda
| Icona     | Note                                                                                 |
| --------- | ------------------------------------------------------------------------------------ |
| WRC       | Equipaggio di classe WRC che può conquistare punti per il campionato costruttori     |
| WRC       | Equipaggio di classe WRC che non può conquistare punti per il campionato costruttori |
| WRC-2 Pro | Equipaggio registrato al campionato WRC-2 Pro                                        |
| WRC-2     | Equipaggio registrato al campionato WRC-2                                            |
| JWRC      | Equipaggio registrato al campionato Junior WRC                                       |
|           | Ulteriori classificazioni                                                            |

### Prove speciali
| Frazione            | Prova | Ora   | Nome                  | Lunghezza | Vincitori                        | Tempo   | Leader del rally                 |
| ------------------- | ----- | ----- | --------------------- | --------- | -------------------------------- | ------- | -------------------------------- |
| Frazione 1 (29 Mar) | PS1   | 08:29 | Bavella 1             | 17,60 km  | Elfyn Evans Scott Martin         | 10'26"6 | Elfyn Evans Scott Martin         |
| Frazione 1 (29 Mar) | PS2   | 09:24 | Valinco 1             | 25,94 km  | Kris Meeke Sebastian Marshall    | 14'23"6 | Ott Tänak Martin Järveoja        |
| Frazione 1 (29 Mar) | PS3   | 10:32 | Alta-Rocca 1          | 17,37 km  | Ott Tänak Martin Järveoja        | 10'05"2 | Ott Tänak Martin Järveoja        |
| Frazione 1 (29 Mar) | PS4   | 14:05 | Bavella 2             | 17,60 km  | Elfyn Evans Scott Martin         | 10'17"5 | Elfyn Evans Scott Martin         |
| Frazione 1 (29 Mar) | PS5   | 15:00 | Valinco 2             | 25,94 km  | Elfyn Evans Scott Martin         | 14'23"2 | Elfyn Evans Scott Martin         |
| Frazione 1 (29 Mar) | PS6   | 16:08 | Alta-Rocca 2          | 17,37 km  | Thierry Neuville Nicolas Gilsoul | 10'02"3 | Elfyn Evans Scott Martin         |
| Frazione 2 (30 Mar) | PS7   | 07:38 | Cap Corse 1           | 25,62 km  | Ott Tänak Martin Järveoja        | 15'50"6 | Elfyn Evans Scott Martin         |
| Frazione 2 (30 Mar) | PS8   | 09:08 | Désert des Agriates 1 | 14,45 km  | Ott Tänak Martin Järveoja        | 7'55"8  | Elfyn Evans Scott Martin         |
| Frazione 2 (30 Mar) | PS9   | 10:14 | Castagniccia 1        | 47,18 km  | Dani Sordo Carlos del Barrio     | 29'45"0 | Ott Tänak Martin Järveoja        |
| Frazione 2 (30 Mar) | PS10  | 14:38 | Cap Corse 2           | 25,62 km  | Kris Meeke Sebastian Marshall    | 15'52"3 | Ott Tänak Martin Järveoja        |
| Frazione 2 (30 Mar) | PS11  | 16:08 | Désert des Agriates 2 | 14,45 km  | Thierry Neuville Nicolas Gilsoul | 7'57"6  | Elfyn Evans Scott Martin         |
| Frazione 2 (30 Mar) | PS12  | 17:14 | Castagniccia 2        | 47,18 km  | Thierry Neuville Nicolas Gilsoul | 29'24"4 | Thierry Neuville Nicolas Gilsoul |
| Frazione 3 (31 Mar) | PS13  | 09:45 | Eaux de Zilia         | 31,85 km  | Elfyn Evans Scott Martin         | 15'47"2 | Elfyn Evans Scott Martin         |
| Frazione 3 (31 Mar) | PS14  | 12:18 | Calvi (power stage)   | 19,34 km  | Kris Meeke Sebastian Marshall    | 9'54"0  | Thierry Neuville Nicolas Gilsoul |

### Power stage
PS14: Calvi di 19,54 km, disputatasi domenica 31 marzo 2019 alle ore 12:18 (UTC+2).
| Pos. | No. | Pilota           | Co-pilota          | Auto                  | Classe | Tempo   | Distacco | Punti |
| ---- | --- | ---------------- | ------------------ | --------------------- | ------ | ------- | -------- | ----- |
| 1    | 5   | Kris Meeke       | Sebastian Marshall | Toyota Yaris WRC      | WRC    | 9'54"0  |          | 5     |
| 2    | 8   | Ott Tänak        | Martin Järveoja    | Toyota Yaris WRC      | WRC    | 9'58"5  | +4"5     | 4     |
| 3    | 3   | Teemu Suninen    | Marko Salminen     | Ford Fiesta WRC       | WRC    | 10'03"9 | +9"9     | 3     |
| 4    | 11  | Thierry Neuville | Nicolas Gilsoul    | Hyundai i20 Coupe WRC | WRC    | 10'05"8 | +11"8    | 2     |
| 5    | 1   | Sébastien Ogier  | Julien Ingrassia   | Citroën C3 WRC        | WRC    | 10'06"5 | +12"5    | 1     |

## Classifiche mondiali
Classifica piloti
| Pos. | Pos. | Pilota                  | Punti |
| ---- | ---- | ----------------------- | ----- |
| 1    | 2    | Thierry Neuville        | 82    |
| 2    |      | Sébastien Ogier         | 80    |
| 3    | 2    | Ott Tänak               | 77    |
| 4    | 1    | Elfyn Evans             | 43    |
| 5    | 1    | Kris Meeke              | 42    |
| 6    |      | Esapekka Lappi          | 26    |
| 7    |      | Sébastien Loeb          | 22    |
| 8    | 7    | Dani Sordo              | 16    |
| 9    | 1    | Jari-Matti Latvala      | 15    |
| 10   | 11   | Teemu Suninen           | 14    |
| 11   | 2    | Andreas Mikkelsen       | 12    |
| 12   | 2    | Benito Guerra           | 8     |
| 13   | 2    | Gus Greensmith          | 6     |
| 14   | 2    | Marco Bulacia Wilkinson | 6     |
| 15   | 2    | Pontus Tidemand         | 4     |
| 16   | 2    | Yoann Bonato            | 4     |
| 17   | 1    | Ole Christian Veiby     | 2     |
| 18   | 1    | Stéphane Sarrazin       | 2     |
| 19   | 1    | Adrien Fourmaux         | 1     |
| 20   | 1    | Janne Tuohino           | 1     |
| 20   | 1    | Ricardo Triviño         | 1     |

Classifica co-piloti
| Pos. | Pos. | Co-pilota              | Punti |
| ---- | ---- | ---------------------- | ----- |
| 1    | 2    | Nicolas Gilsoul        | 82    |
| 2    |      | Julien Ingrassia       | 80    |
| 3    | 2    | Martin Järveoja        | 77    |
| 4    | 1    | Scott Martin           | 43    |
| 5    | 1    | Sebastian Marshall     | 42    |
| 6    |      | Janne Ferm             | 26    |
| 7    |      | Daniel Elena           | 22    |
| 8    | 7    | Carlos del Barrio      | 16    |
| 9    | 1    | Miikka Anttila         | 15    |
| 10   | 11   | Marko Salminen         | 14    |
| 11   | 2    | Anders Jæger           | 12    |
| 12   | 2    | Jaime Zapata           | 8     |
| 13   | 2    | Elliott Edmondson      | 6     |
| 14   | 2    | Fabian Cretu           | 6     |
| 15   | 2    | Ola Fløene             | 4     |
| 16   | 2    | Benjamin Boulloud      | 4     |
| 17   | 1    | Jonas Andersson        | 2     |
| 18   | 1    | Jacques-Julien Renucci | 2     |
| 19   | 1    | Renaud Jamoul          | 1     |
| 20   | 1    | Mikko Markkula         | 1     |
| 20   | 1    | Marc Martí             | 1     |

Classifica costruttori WRC
| Pos. | Pos. | Squadra                 | Punti |
| ---- | ---- | ----------------------- | ----- |
| 1    | 2    | Hyundai Shell Mobis WRT | 114   |
| 2    |      | Citroën Total WRT       | 102   |
| 3    | 2    | Toyota Gazoo Racing WRT | 98    |
| 4    |      | M-Sport Ford WRT        | 70    |